# (9055) Edvardsson
(9055) Edvardsson es un asteroide perteneciente al cinturón de asteroides, región del sistema solar que se encuentra entre las órbitas de Marte y Júpiter, descubierto el 29 de febrero de 1992 por el equipo del Uppsala-ESO Survey of Asteroids and Comets desde el Observatorio de La Silla, Chile.

## Designación y nombre
Designado provisionalmente como 1992 DP8. Fue nombrado en honor de Bengt Edvardsson (n. 1956), astrónomo de Uppsala que ha realizado importantes contribuciones al estudio de la abundancia de muchos elementos en las atmósferas estelares, especialmente en el disco galáctico.

## Características orbitales
Edvardsson está situado a una distancia media del Sol de 2,803 ua, pudiendo alejarse hasta 3,581 ua y acercarse hasta 2,025 ua. Su excentricidad es 0,278 y la inclinación orbital 7,853 grados. Emplea 1713,77 días en completar una órbita alrededor del Sol.
Los próximos acercamientos a la órbita de Júpiter ocurrirán el 19 de mayo de 2038, el 24 de agosto de 2061 y el 20 de noviembre de 2084.

## Características físicas
La magnitud absoluta de Edvardsson es 14,09. Tiene 7,710 km de diámetro y su albedo se estima en 0,068. 